# NGC 4218
NGC 4218 is een spiraalvormig sterrenstelsel in het sterrenbeeld Jachthonden. Het hemelobject werd op 9 maart 1788 ontdekt door de Duits-Britse astronoom William Herschel.

## Synoniemen
- UGC 7283
- IRAS 12132+4824
- MCG 8-22-88
- ARAK 353
- ZWG 243.54
- HARO 28
- PGC 39237